# Empoasca shokella
Empoasca shokella är en insektsart som först beskrevs av Matsumura 1931.  Empoasca shokella ingår i släktet Empoasca och familjen dvärgstritar.
Artens utbredningsområde är Taiwan. Inga underarter finns listade i Catalogue of Life.